# Historia del idioma alemán

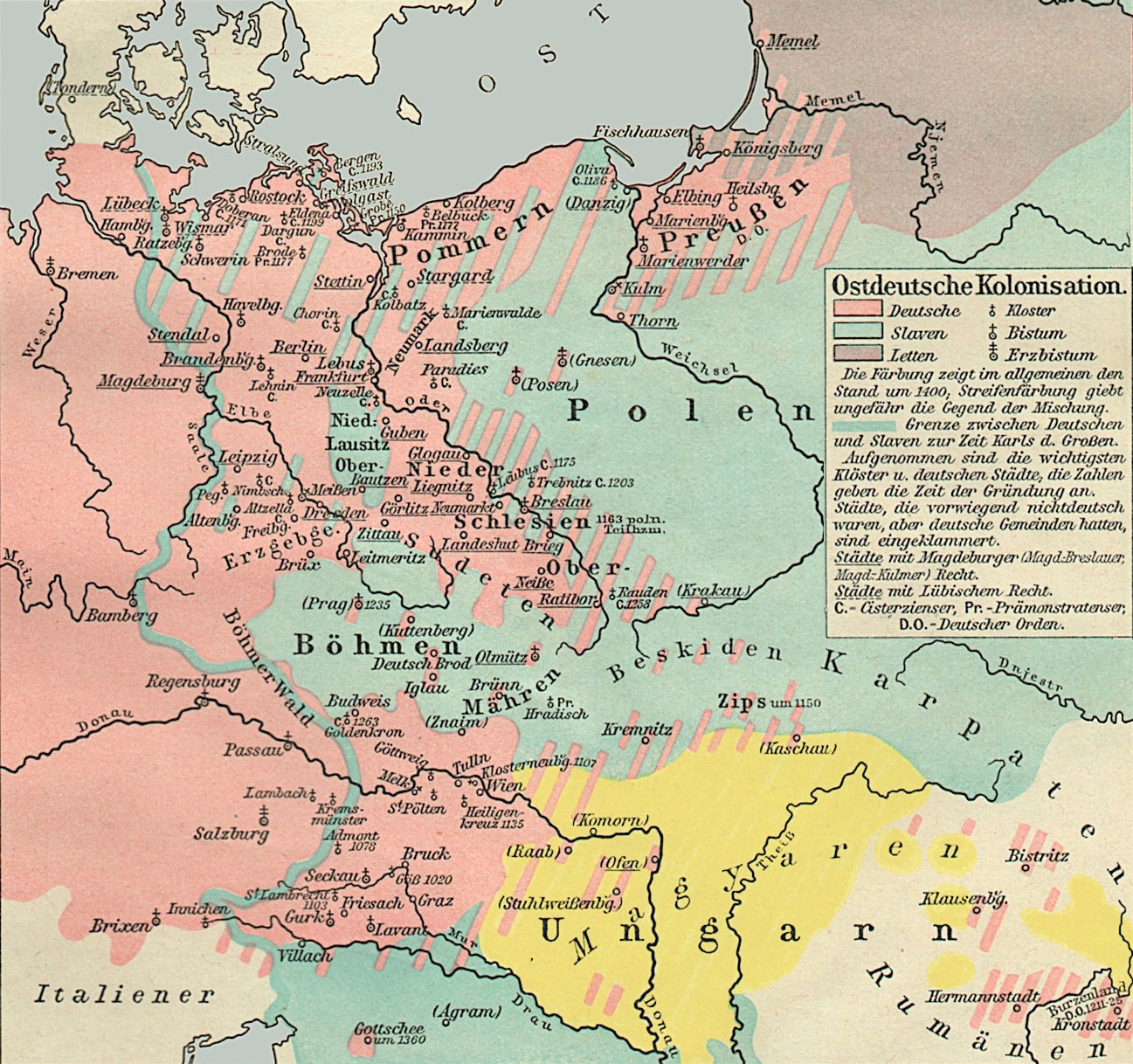
Expansión histórica de las lenguas altogermánicas y bajogermánicas hacia Europa oriental.

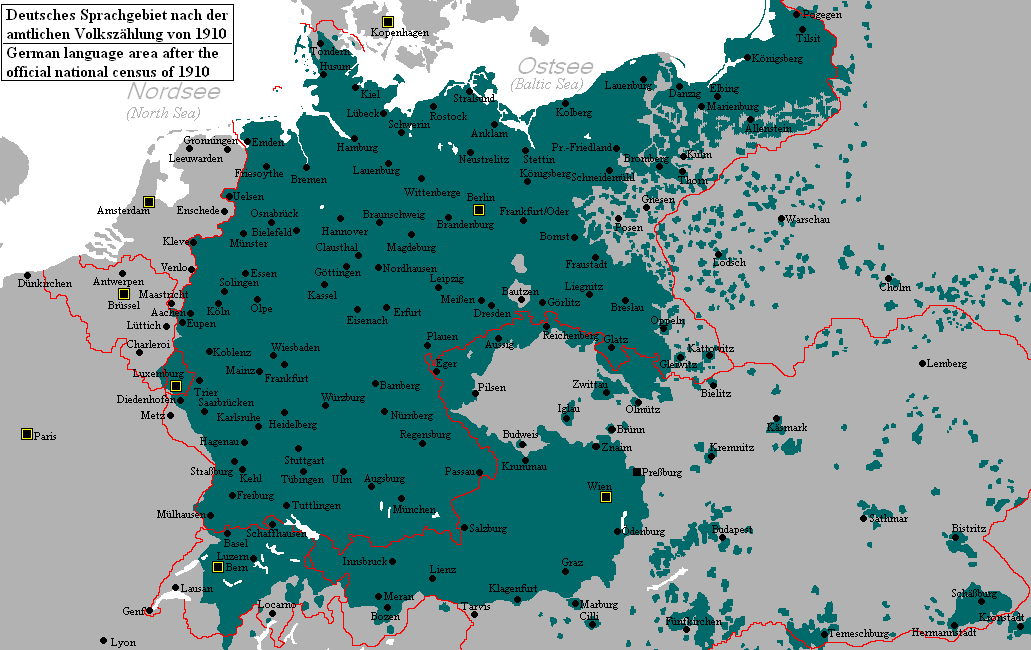
Dominio del alemán moderno hacia 1910.

La historia del idioma alemán como lengua distinta de las otras lenguas germánicas occidentales empieza en la Alta Edad Media. El alemán estándar empezó como un estándar escrito hacia el siglo XVI, previamente en diferentes partes de Alemania se hablaron lenguas locales diferentes que se dividen en dos bloques dialectales, el alto alemán y el bajo alemán, una diferencia importante entre ambos bloques es que el alto alemán experimentó la segunda mutación consonántica, lo cual lo separó del resto de lenguas germánicas occidentales. El bajo alemán no experimentó esta mutación consonántica, aunque además de esta existen otras diferencias entre el bloque del bajo alemán y el alto alemán.
Durante el Sacro Imperio Romano Germánico se sucedieron el alto alemán antiguo, el alto alemán medio y el alemán moderno temprano. Los siglos XIX y XX vieron la aparición del alemán estándar y la desaparición progresiva de las variedades dialectales.
Los inicios del bajo alemán están un poco peor documentados. El bajo alemán antiguo usualmente se llama antiguo sajón. El siguiente estadio es el bajo alemán medio que llegó a tener importancia internacional en el Mar Báltico, ya que llegó a ser la lingua franca de la liga hanseática, e influyó en las lenguas escandinavas y otras lenguas de la región.

## Introducción
Las lenguas germánicas occidentales incluyen tres grupos principales:
- El anglofrisón, antecesor de anglosajón, el inglés moderno y diversas variedades de frisón.
- El bajogermánico, una rama posiblemente usualmente asociada al germánico del Elba y predominante en las tierras bajas del norte del dominio del alemán hasta la Edad Moderna.
- El altogermánico, asociado usualmente al germano del Rhin-Wesser, fuente de las variedades de alemán de las tierras altas en el sur del dominio y en última instancia la base del moderno alemán estándar.

Debido al menguante número de hablantes de frisón en el continente, el anglofrisio no ha tenido prácticamente influencia en la historia del alemán. Sin embargo, las otras dos ramas son importantes para el desarrollo del alemán moderno. En este artículo se trata, por tanto, únicamente la historia de estos dos últimos grupos.
Históricamente se ha usado también el término franconio para designar colectivamente a algunas variedades actualmente clasificadas como bajogermánicas y a otras clasificadas actualmente como altogermánicas. En realidad el grupo franconio no constituiría propiamente una unidad filogenética, sino que se trata de un grupo geográfico en cierto sentido intermedio a las variedades del continuum dialectal más alejadas.

## Alto alemán

### Alto alemán antiguo (c. 750 - c. 1050)

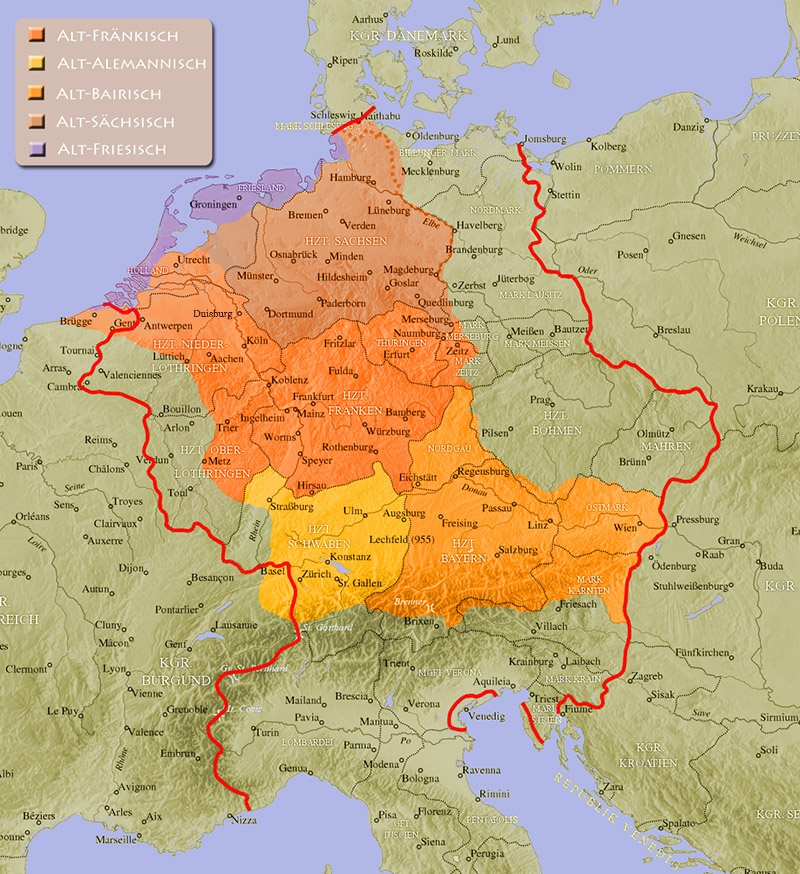
Región germanófona (germánico occidental) en el seno del Sacro Imperio Romano Germánico hacia el 962.

Los testimonios más antiguos del antiguo alto alemán (alemán Althochdeutsch)  datan del del siglo VIII para las primeras glosas (Codex Abrogans) y del siglo IX para los textos coherentes más antiguos (El canto de Hildebrand, Muspilli, fórmulas mágicas de Mersebourg). Habitualmente se data su desaparición sobre el 1050.
Unas pocas inscripciones de los siglos VI y VII en Futhark antiguo (sobre todo en alemánico) no están aún en alto alemán antiguo, sino en germánico occidental o "pre-alto alemán antiguo". Todavía no muestran los cambios della Segunda mutación consonántica.

### Alto alemán medio (c. 1050 - c. 1350)
El término alto alemán medio (alemán Mittelhochdeutsch) designa el estado de la lengua alto-alemana entre 1050 y 1350. Algunos datan su duración hasta el siglo Alemania, coincidiendo muy aproximadamente con la de los modernos alto alemán central y alto alemán superior.

### Alemán moderno temprano (c. 1350 - c. 1650)
El alemán moderno temprano (alemán Frühneuhochdeutsch) fue hablado sobre el 1350 hasta el 1650. Muy cercano al alto alemán moderno, (como el inglés moderno temprano lo es del inglés moderno) fue utilizado por Martín Lutero para su traducción de la Biblia en el siglo XVI. Conserva la mayor parte del sistema gramatical del medio alto alemán, al contrario que los dialectos orales del alemán superior y el medio que habían empezado a perder el genitivo y el pretérito.

## Bajo alemán
En la encrucijada del alto alemán, del anglo-frisón y del bajo fráncico, el bajo alemán posee una historia lingüística menos neta, testimoniando el hecho que el grupo de lenguas germánicas occidentales son en realidad un continuum lingüístico. En principio, sufrió la influencia del anglo-frisón en la Alta Edad Media, después la del alto alemán durante el Sacro Imperio Romano Germánico, antes de ser considerado como un conjunto de dialectos marginales antes del fin de la Liga Hanseática en el siglo XVII.

### Sajón antiguo
El antiguo sajón o bajo alemán antiguo es una lengua germánica occidental. Su utilización se encuentra testimoniada entre los siglos IX y XII, después evolucionará al medio bajo alemán. Hablado a lo largo de la costa noroeste de Alemania y en Dinamarca por los sajones, está estrechamente ligado a las antiguas lenguas anglo-frisonas (antiguo frisón, antiguo alemán) y parcialmente realizó la ley de nasales espirantes ingvaeonicas.

### Bajo alemán medio
El medio bajo alemán es el ancestro del bajo alemán moderno. Fue hablado hacia el 1100 hasta el 1500, separándose luego en bajo sajón, es decir, en bajo alemán occidental, y en bajo alemán oriental. Las lenguas vecinas, en el seno del continuum lingüístico de las lenguas germánicas occidentales, son el neerlandés medio al oeste y el alto alemán medio al sur, suplantado enseguida por el alemán moderno temprano. El medio bajo alemán era la lingua franca de la Liga Hanseática, hablado a lo largo del Mar del Norte y del Mar Báltico. Su forma escrita, basada en el dialecto de Lübeck, se desarrolló pero nunca fue codificado.

## Del alemán antiguo al alemán medio

### Cambios fonológicos
Los cambios en el sistema fonológico que ocurrieron entre el estado del antiguo alto alemán y del alto alemán medio no fueron tan numerosos como los ocurridos entre el protogermánico y el alto alemán antiguo. Aunque el sistema fonológico del alto alemán medio está mucho más cercano al del alemán moderno que al del antiguo, los textos de la Baja Edad Media no traducidos son comprendidos con dificultad por los hablantes modernos. Algunos de los cambios importantes acontecidos en el sistema vocálico en alto alemán medio son:
- El debilitamiento de las sílabas átonas. La razón de estos cambios fue un fuerte acento dinámico sobre la raíz que ya estaba en el germánico y el alto alemán antiguo. Este hecho condujo a una reducción, debilitamiento, elisión o pérdida de contraste en las vocales átonas y sílabas finales, donde las vocales pasaron a ariticularse como una vocal schwa ([ə]). Así, por ejemplo se tienen los cambios: Alto Alemán Antiguo (AAA.) boto > Alto Alemán Medio (AAM.) bote o hōran > hœren.
- Otro fenómeno importante en las vocales fue el umlaut, que comenzó ya en el alto alemán antiguo, pero solo ahora se completa afectando también a las vocales largas y los diptongos: AAA. sālida > AAM. sælde, kunni > künne, hōhiro > hoeher, gruozjan > grüezen.

El debilitamiento de las sílabas átonas y la centralización de las vocales en sílabas átonas hace que el alemán medio tenga un sistema vocálico diferente en las sílabas tónicas (donde puede aparecer cualquier vocal plena) y las sílabas átonas (donde aparece un número más reducido de vocales: [ɐ, ə]):
AAA. sunna 'sol' > AAM. sunne [sun:ə]
AAA. geist 'espíritu' = AAM. geist [ɡaɪ̯st]
AAA. uuarun 'eran' > AAM. waren [waːrən]
AAA. himil 'cielo' > AAM. himmel [hɪmːəl]

### Cambios en la gramática
Entre los siglos X y XII se produjo un importante número de cambios en la lengua alemana, esa transición diferencia el estadio conocido como alto alemán antiguo y el alto alemán medio. Los cambios morfológicos en el sistema reflejado en alemán medio dependieron en gran medida de cambios fonológicos. De importancia crucial aquí fue el debilitamiento de las vocales átonas en las sílabas finales de vocal schwa ([ə]).
Este cambio dio lugar a modificaciones importantes en la declinación de los sustantivos. Lo que inicialmente habían sido formas diferentes, diferenciadas por la vocal átona, pasaron a ser formas homófonas. Como ejemplo de esto, la declinación de la palabra bote (del antiguo alto alemán boto) registró los siguientes cambios:
| Número   | Caso       | Alemán antiguo | Alemán medio |
| -------- | ---------- | -------------- | ------------ |
| Singular | Nominativo | boto           | bote         |
| Singular | Genitivo   | botin          | boten        |
| Singular | Dativo     | botin          | boten        |
| Singular | Acusativo  | botun          | boten        |
| Plural   | Nominativo | boton/botun    | boten        |
| Plural   | Genitivo   | botōno         | boten        |
| Plural   | Dativo     | botōm          | boten        |
| Plural   | Acusativo  | boton/botun    | boten        |
Es decir, se pasó de 6 formas distintivas a solo 2, por lo que el caso gramatical pasó a reconocerse en su mayor parte del contexto y no de la forma exacta de la palabra.

## El alemán moderno

### SigloXIX
El alemán fue la lengua del comercio y del gobierno bajo la dinastía Habsburgo que dirigió una gran parte de Europa central y oriental. Hasta mediados del siglo XIX, fue utilizado en las ciudades de la mayor parte del imperio: el hecho de hablar alemán indicaba no la nacionalidad del locutor, sino su profesión (mercader) o su origen (la ciudad). Algunas ciudades, como Praga o Budapest fueron progresivamente germanizándose después de su incorporación al Sacro Imperio. Otras, como Bratislava fueron originalmente fundadas durante la dominación de los Habsburgo y fueron por lo tanto germanoparlantes durante esa época. Algunas ciudades, como Milán, permanecieron como no germanófonas. En resumen, la mayor parte de las ciudades hablaban alemán en esta época, como Praga, Bratislava, Zagreb y Liubliana, aunque rodeados de territorios donde se hablaban otras lenguas.
Hasta el 1800, el alemán estándar era casi únicamente una lengua escrita. En esta época, los habitantes de la Alemania urbana del norte, cuyos dialectos eran muy diferentes del alemán estándar, aprendieron este último casi como una lengua extranjera e intentaron pronunciarla siguiendo al máximo posible la ortografía. Las guías de pronunciación de la época consideran que la pronunciación estándar era la del norte, sin embargo la pronunciación real variaba de una región a otra.
Hoy en día, el alemán estándar o Hochdeutsch es comprendido en todas las regiones germanófonas (salvo quizás los más pequeños de las regiones donde solo se utilizan ciertos dialectos, como en Suiza, aunque con la ayuda de la televisión llegan a comprender el alemán estándar antes de ir a la escuela).
El primer diccionario de los hermanos Grimm, publicado en dieciséis tomos entre 1852 y 1860, sigue siendo la guía más completa del léxico de la lengua alemana.

### SigloXX
Las reglas gramaticales y ortográficas aparecen por primera vez en el Duden, en 1880. En 1901, esta reglas definen oficialmente la lengua alemana. La ortografía del alemán estándar tuvo después pocas modificaciones hasta 1998, año a partir del cual la reforma de la ortografía alemana de 1996 fue oficialmente promulgada por los gobiernos de Alemania, Austria, Suiza y Liechtenstein. La ortografía alemana ha tenido un periodo de transición de ocho años en los cuales la ortografía reformada fue enseñada en la mayor parte de las escuelas, mientras que las ortografías tradicionales y reformada coexistían en los medios de comunicación.